# Teddy Pendergrass (album)
Teddy Pendergrass  è il primo album da solista del cantante soul-R&B statunitense Teddy Pendergrass (1950 - 2010), dal quale fu pubblicato nel 1977 su etichetta Philadelphia International Records.
L'album, prodotto da Kenny Gamble, Leon Huff, John Whitehead, Gene McFadden, Sherman Marshall e Victor Carstarphen ed arrangiato da Bob Martin e da Jack Faith, contiene in tutto 8 brani, tra cui in singoli I Don't Love You Anymore e The Whole Town's Laughing at Me.

Il disco è stato registrato nei Sigma Sound Studios di Philadelphia.

## Tracce

### Lato A
1. You Can't Hide from Yourself  (Kenny Gamble - Leon Huff)   4:06
2. Somebody Told Me  (Victor Carstarphen - Kenny Gamble - Gene McFadden - John Whitehead)   5:13
3. Be Sure  (Kenny Gamble - Leon Huff)  5:17
4. And If I Had  (Someone to Love Me) (Kenny Gamble - Leon Huff)  4:23

### Lato B
1. I Don't Love You Anymore (Kenny Gamble - Leon Huff)   3:59
2. The Whole Town's Laughing at Me (Sherman Marshall)    4:28
3. Easy, Easy, Got To Take It Easy  (Victor Carstarphen - Gene McFadden - John Whitehead)  4:55
4. The More I Get, The More I Want (Victor Carstarphen - Gene McFadden - John Whitehead)   4:27